# Oxenfree
Oxenfree é um jogo eletrônico de aventura gráfica e mistério sobrenatural desenvolvido pela empresa Night School Studio, lançado em janeiro de 2016 inicialmente para Microsoft Windows, OS X e Xbox One.
Em Oxenfree, os jogadores assumem o papel de Alex, uma garota adolescente que estava em uma viagem de fim de semana com destino à uma ilha local. Depois que acontecem alguns eventos sobrenaturais, Alex e seus amigos tentam desvendar os segredos da ilha.
Oxenfree é o primeiro jogo da companhia Night School Studio. Influenciados pelos filmes clássicos de adolescentes e séries que valorizam o amadurecimento dos protagonistas, os desenvolvedores queriam criar um jogo focado em história sem cutscenes, permitindo que os jogadores vagassem livremente pelo ambiente.
A apresentação visual do jogo combina elementos sombrios, orgânicos e analógicos com elementos brilhantes, geométricos e digitais. O músico scntfc compôs a trilha sonora do jogo, que apresenta técnicas de produção de música digital juntamente com o uso de gravadores e antigos receptores analógicos.

## Desenvolvimento e lançamento
Em janeiro de 2016 foi lançado para os sistemas Microsoft Windows, OS X e console Xbox One. Posteriormente no final do mesmo ano foram lançadas versões do jogo para o console PlayStation 4 e o sistema Linux, seguidas das versões para iOS, Android e Nintendo Switch em 2017. 

O lançamento de Oxenfree foi acompanhado por documentários do desenvolvimento, um jogo de realidade alternativa e uma edição de colecionador. Desde que foi lançado, o jogo foi recebido com críticas geralmente positivas com os críticos elogiando, como os aspectos mais positivos, a apresentação e os personagens, embora algumas análises também demonstrassem que ficaram querendo mais. O jogo foi indicado para vários prêmios incluindo o da categoria de "Melhor Narrativa" no The Game Awards 2016.